# 홈 스위트 홈 (2017년 비디오 게임)
홈 스위트 홈(태국어: โฮมสวีตโฮม)은 태국의 일인용, 일인칭 서바이벌/호러/퍼즐 비디오 게임이다. 태국의 개발사 Yggdrazil Group이 개발하였다. 태국 전통 문화에서 가져온 호러 요소를 갖추고 있다.
윈도우와 VR 장치용으로 즐길 수 있다. 이 게임의 주인공은 팀(Tim)이다. 그의 삶은 그의 아내가 사라진 이후 극적으로 변한다. 어느 날 밤 그는 알 수 없는 곳에서 깨어난다. 출구를 찾으려고 애쓰는 동안 한 여성 유령의 추적을 받는다. 플레이어는 팀의 집의 미스터리를 발견하고 자신이 잃어버린 아내 제인(Jane)을 찾아야 한다.